# Josef Meinrad
Josef Meinrad, né Josef Moučka le 21 avril 1913 à Vienne et mort le 18 février 1996 à Grossgmain, est un acteur autrichien. Récipiendaire de l'anneau d'Iffland en 1959.

## Biographie
Originaire de Vienne, Josef Meinrad devient comédien en 1932, après ses études. En 1939, il intègre la troupe du Burgtheater de Vienne, l'un des plus vieux théâtres européens. Quittant le Burgtheater, Meinrad joue à l'Opéra-théâtre de Metz, de décembre 1940 à septembre 1944. Le Deutsches Theater de Metz est alors considéré comme un Fronttheater par les autorités allemandes, un « théâtre de garnison », au service de l'armée allemande. 
Comme dans toutes les armées du monde, les troupes théâtrales sont là pour apporter un soutien moral aux combattants. Mais Josef est une personnalité lucide et sage qui a, semble-t-il, bien compris l'idéologie du dictateur germanique et le futur qu'il dessine pour son pays. 
À cause de son attitude jugée antinazie, Josef Meinrad sera arrêté et détenu au Fort de Metz Queuleu (SS Sonderlager - Caserne II) dans les cellules individuelles.
Josef Meinrad retrouve la scène de Vienne le 22 octobre 1945. Il est principalement connu pour avoir joué le rôle du major Böckl dans la trilogie Sissi (major dans le premier Sissi, colonel dans les deux suivants) d'Ernst Marischka avec Romy Schneider.
Il reçut l'anneau d'Iffland en 1959, à la suite de Werner Krauss. Il le légua ensuite à Bruno Ganz.

## Filmographie
- 1947 : Die Welt dreht sich verkehrt
- 1947 : Triumph der Liebe
- 1948 : Le Procès (Der Prozeß) de Georg Wilhelm Pabst : le juge Bary
- 1948 : Rendezvous im Salzkammergut
- 1949 : Das Siegel Gottes
- 1949 : Mein Freund, der nicht nein sagen kann
- 1950 : Das Jahr des Herrn
- 1950 : Jetzt schlägt’s 13 (Es schlägt 13)
- 1950 : Der Theodor im Fußballtor
- 1950 : Erzherzog Johanns große Liebe
- 1951 : Eva erbt das Paradies
- 1952 : Vienne, premier avril an 2000 (1. April 2000) de Wolfgang Liebeneiner : le Premier ministre de l'Autriche
- 1953 : Der Verschwender
- 1954 : Weg in die Vergangenheit
- 1954 : Geld aus der Luft
- 1954 : Kaisermanöver
- 1954 : Pepi Columbus (Dokumentarfilm)
- 1955 : Le Congrès s'amuse de Franz Antel : Franzl Eder
- 1955 : Mam'zelle Cri-Cri (Die Deutschmeister) d'Ernst Marischka : Hofrat Hofwirt
- 1955 : Sissi (Sissi) d'Ernst Marischka : major Böckl
- 1956 : Au revoir Franziska (Auf Wiedersehen, Franziska!) de Wolfgang Liebeneiner : Dr Leitner
- 1956 : Sissi impératrice (Sissi, die junge Kaiserin) d'Ernst Marischka : colonel Böckl
- 1957 : Sissi face à son destin (Sissi, Schicksalsjahre einer Kaiserin) d'Ernst Marischka : colonel Böckl
- 1958 : Éva ou les Carnets secrets d'une jeune fille (Die Halbzarte) de Rolf Thiele : M. Dassau
- 1959 : La Belle et l'empereur (Die schöne Lügnerin) d'Axel von Ambesser : baron Hager
- 1961 : Napoléon II, l'aiglon de Claude Boissol : l'empereur François Ier d'Autriche
- 1962 : Forever My Love d'Ernst Marischka : major Böckl
- 1963 : Le Cardinal (The Cardinal) d'Otto Preminger : cardinal Innitzer
- 1963 : Liliom
- 1963 : Der Verschwender : Valentin
- 1964 : Der Verschwender
- 1965 : Don Quijote (de)
- 1965 : Klaus Fuchs – Geschichte eines Atomverrats
- 1966–1972 : Pater Brown (Série télévisée)
- 1967 : Der Tod läuft hinterher
- 1971 : Der Kommissar (Episode : "Langankes Verwandte")
- 1973 : Was Ihr wollt
- 1974 : Der Räuber Hotzenplotz : Petrosilius Zwackelmann
- 1974 : Die schöne Helena
- 1975 : Der Kommissar (Episode : "Der Tod des Apothekers")
- 1977 : Gaslicht
- 1980 : Ringstraßenpalais (Série télévisée)
- 1981 : Das Traumschiff : Herr Eschenbach
- 1983 : Waldheimat : Prêtre
- 1983 : Das Traumschiff : Herr van Craan
- 1984 : Die Fledermaus
- 1984 : Der Unbestechliche : Theodor
- 1984–1985 : Der Sonne entgegen (Série télévisée)
- 1986 : Herschel und die Musik der Sterne (Série télévisée)
- 1988 : Der Vorhang fällt (Série télévisée)
- 1993 : Ora et labora (Série télévisée)

## Prix et distinctions
- 1955 : Kammerschauspieler